# Покровське (Миколаївський район)
Покро́вське (Покровські хутори) — село в Україні, в Очаківській міській громаді Миколаївського району Миколаївської області. Населення становить 177 осіб.
По материку пов'язане з с. Покровкою і Миколаєвом автобусним сполученням, по Дніпровсько-Бузькому лиману — катером з м. Очаків. З літа 2017 року сюди можна було дістатися «ракетою» від Миколаєва і Херсона.
Станом на листопад 2022 року Покровське є одним з трьох населених пунктів Миколаївщини (разом з Василівкою і Покровкою), що перебувають під російською військовою окупацією.

## Населення

### Мовний склад
Рідна мова населення за даними перепису 2001 року:
| Мова       | Чисельність, осіб | Доля     |
| ---------- | ----------------- | -------- |
| Українська | 113               | 63,84 %  |
| Російська  | 61                | 34,46 %  |
| Гагаузька  | 3                 | 1,70 %   |
| Разом      | 177               | 100,00 % |